# Offizial
Offizial ist im katholischen Kirchenrecht die Bezeichnung für den Vorsteher eines Kirchengerichts (Offizialat; vgl. 1420  CIC). Eine spezielle Bedeutung hat die Bezeichnung im Bischöflich Münsterschen Offizialat.
Im österreichischen Beamtenrecht dient die Bezeichnung als Amtstitel.

## Katholische Kirche

### Der Offizial nach allgemeinem Kirchenrecht
Den Gerichtsvikar (lat. vicarius iudicialis) einer Teilkirche nennt man im deutschen Sprachraum meist Offizial. Er ist der Vorsteher eines römisch-katholischen Kirchengerichts (tribunal ecclesiasticum). Als Gerichtsvikar des Bischofs spricht der Offizial in dessen Namen Recht. Gelegentlich wird er auch als Diözesan- bzw. (in Erzbistümern) Metropolitanrichter bezeichnet. Ein Offizial muss Priester sein und über Kenntnisse des kanonischen Rechts verfügen, die in Deutschland durch die Promotion zum Lizentiat (Lic. iur. can.) oder Doktor des kanonischen Rechts (Dr. iur. can.). Mit Dispens der Apostolischen Signatur kann zudem auch ein Priester zum Offizial ernannt werden, der durch einen im Fach Kanonisches Recht erworbenen theologischen Doktorgrad (Dr. theol.) verfügt.
Hauptaufgaben des Offizials und seiner Behörde in der kirchlichen Rechtspflege sind die Erteilung von Dispensen, die Durchführung von kirchlichen Gerichtsverfahren, vor allem Ehenichtigkeitsprozessen, und die Vorbereitung von Selig- und Heiligsprechungsprozessen.
Dem Offizial als direktem Vertreter des Bischofs oder Erzbischofs sind in der Regel ein Vizeoffizial (1420, § 3  CIC), ein oder mehrere Richter (1421  CIC) sowie ein kirchlicher Notar (1437  CIC) beigeordnet. Offizial und Notar sind praktisch immer hauptamtliche Mitarbeiter. Handelt es sich bei den Richtern um Kirchenbeamte, tragen sie meist die Amtsbezeichnung Offizialatsrat bzw. Offizialatsoberrat (Besoldungsgruppe A13/A14).
Einige Bistümer bilden Offizialatsgemeinschaften (interdiözesane Gerichte). So ist beispielsweise der Offizial des Erzbistums Hamburg gleichzeitig Offizial des Bistums Osnabrück, der Offizial des Bistums Münster ist gleichzeitig Offizial des Bistums Reykjavík.
Anders als das Amt des Generalvikars erlischt gemäß 1420, § 5  CIC das Amt des Offizials nicht mit dem Tod oder Rücktritt des Diözesanbischofs, der neue Bischof muss den Offizial aber bestätigen oder einen neuen Offizial ernennen.

### Der Offizial als bischöflicher Administrator
Im Bistum Münster bezeichnet man auch den vom Diözesanbischof für den oldenburgischen Teil des Bistums eingesetzten Vertreter (Vikar) als Offizial. Der Offizial, der seit den 1970er Jahren zugleich Weihbischof ist, leitet das Bischöflich Münstersche Offizialat mit Sitz in Vechta.

## Österreich
Offizial/-in bzw. Oberoffizial/-in sind in Österreich Amtstitel für Beamte des Post- und Fernmeldewesens (Verwendungsgruppe PT 8, § 230 BDG 1979) und des Krankenpflegedienstes (Verwendungsgruppe K 6, § 231c BDG 1979). Früher war der Titel auch für Beamte der Allgemeinen Verwaltung und in handwerklicher Verwendung vorgesehen (§ 255 BDG 1979).